# Thomandersia
Thomandersia je jediný rod čeledi Thomandersiaceae vyšších dvouděložných rostlin z řádu hluchavkotvaré (Lamiales). Zahrnuje 6 druhů stromů a keřů, vyskytujících se v tropické Africe.

## Charakteristika
Zástupci rodu Thomandersia jsou keře a stromy s jednoduchými vstřícnými listy. Semena jsou v plodech podepřena strukturou zvanou jakulátor podobně jako u čeledi paznehtníkovité, avšak zde plody nepukají explozivně a semena nejsou vystřelována jakulátorem do okolí.
Rod zahrnuje 6 druhů a vyskytuje se v rovníkové Africe.

## Taxonomie
Rod Thomandersia byl v minulosti řazen do čeledi paznehtníkovité (Acanthaceae). Čeleď byla publikována v roce 1977 na základě morfologických studií. V systému APG I ani v systému APG II nefiguruje a objevuje se až v systému APG III z roku 2009. Příbuzenské vztahy s ostatními čeleděmi řádu hluchavkotvaré (Lamiales) nejsou dosud vyřešeny.